# 실질통제선

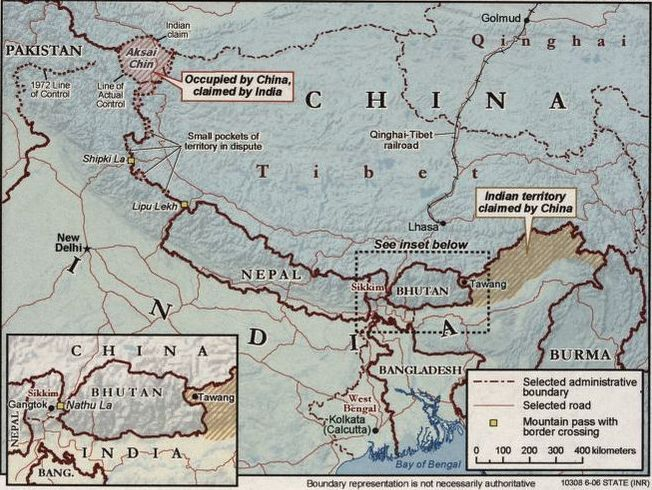
중국과 인도의 국경선

실질통제선(LAC, Line of Actual Control)은 1996년에 정한 인도와 중국이 실효지배하는 지역의 경계선이다.
협의로는 LAC란 서부의 인도 중국간 국경선을 말하며, 광의로는 동부의 아루나찰프라데시 주에 설정된 맥마흔 라인도 포함한다.
인도-중국 국경선은 서부의 LAC, 중앙의 분쟁없는 부분, 동부의 맥마흔 라인까지 합쳐 총 4,056 km (2520 마일)의 길이이다.
인도 정부는 중국군이 매년 수백차례 불법적으로 LAC를 침범하고 있다고 주장한다.
2015년 9월, 중국군이 LAC 주변에 설치한 감시초소를 인도군이 철거했다.
2016년 6월 9일, 중국 인민해방군 250여명이 실질통제선(LAC)을 넘어 아루나찰프라데시 주 동부 카멩지구로 들어와 수 시간 동안 머물다 다시 중국 측으로 돌아갔다.

## 같이 보기
- 맥마흔 라인
- 인도-중국 전쟁